# 114 Kassandra
114 Kassandra (in italiano 114 Cassandra) è un piccolo, scuro e raro asteroide della Fascia principale di tipo T.
Kassandra fu scoperto il 22 luglio 1871 da Christian Heinrich Friedrich Peters dall'osservatorio dell'Hamilton College di Clinton (New York, USA). Fu battezzato così in onore di Cassandra, figura della mitologia greca, profetessa figlia di Priamo, re di Troia, condannata a non essere mai creduta.